# Pekayon Jaya
Pekayon Jaya is een bestuurslaag in het regentschap Kota Bekasi van de provincie West-Java, Indonesië. Pekayon Jaya telt 57.660 inwoners (volkstelling 2010).